# سیارک ۱۱۱۹۶
سیارک ۱۱۱۹۶ (به انگلیسی: 11196 Michanikos، نامگذاری:1999BO9) یازده هزار و صد و نود و ششمین سیارک کشف شده‌است که در ۲۲ ژانویه ۱۹۹۹ کشف شد.
قدر مطلق سیارک برابر ۳۳.۸ است.